# Law & Order: Trial by Jury
Law & Order: Trial by Jury es un drama televisivo estadounidense sobre juicios criminales en la ciudad de Nueva York. Fue la cuarta serie de la exitosa franquicia Law & Order de Dick Wolf. El enfoque casi exclusivo del programa se centró en el juicio penal del acusado, mostrando la preparación de la fiscalía y la defensa para el juicio, así como el juicio mismo. La serie se estrenó el jueves 3 de marzo de 2005 y finalizó el 21 de enero de 2006. Su horario habitual era los viernes 10/9 p. m. ET en NBC. El último episodio se emitió en Court TV meses después de la cancelación de la serie.

## Sinopsis
Trial by Jury se enfoca en los procedimientos legales criminales y la preparación que rara vez se representa en otras series de Ley y Orden, como la selección del jurado, las deliberaciones en la sala del jurado, así como la investigación del jurado y los juicios simulados preparados por la defensa para realizar estudios psicológicos y socioeconómicos, utilizando perfiles del estado a su favor. Los episodios generalmente comienzan con el testimonio personal de un testigo o víctima de un crimen. Esta es una desviación de otras series de la Ley y el Orden, que generalmente comienza con la descripción del crimen real o su descubrimiento o denuncia por parte de civiles. El espectáculo avanza desde ese punto, mostrando cómo ambas partes desarrollan sus estrategias para ganar el caso. Además, algunos episodios muestran deliberaciones del jurado. El programa desarrolla a los jueces como personajes, mostrando escenas de ellos reuniéndose entre sí y reutilizando a los mismos jueces en múltiples episodios.

### Trama
La serie sigue a la Jefa de la Oficina Tracey Kibre (Bebe Neuwirth), un Ejecutivo A.D.A. Asignado a la división de homicidios de Manhattan. El equipo de Kibre, que incluye al Detective Lennie Briscoe (Jerry Orbach) y A.D.A. Kelly Gaffney (Amy Carlson), da seguimiento a los contactos y entrevistó a los testigos, así como a participar en los juicios, durante los cuales ambas partes examinan a los testigos y dan argumentos. De manera similar, la preparación de la defensa varía de un episodio a otro, abarcando toda la gama de argumentos de prueba frente a los grupos de discusión del jurado hasta los tratos entre los demandados. Se celebran varias reuniones previas al juicio en las que se discute y resuelve alguna cuestión de procedimiento.

## Reparto y personajes

### Reparto principal
- Bebe Neuwirth como Tracey Kibre, la Jefa de la Oficina de Homicidios en la oficina del Fiscal del Distrito de Manhattan. Tracey tiene una visión en blanco y negro de la ley. Ella es dura, tenaz, enfocada y profesional. Kibre tiene una fuerte relación de trabajo con su personal. Como jefe de la Oficina de Homicidios, ella es una fiscal senior, subordinada solo al Fiscal de Distrito y al ADA Ejecutivo.
- Amy Carlson como Kelly Gaffney, una ayudante del Fiscal del Distrito. Gaffney es la adjunta de Kibre, que a menudo desafía a su colega principal. Ella ve la ley en tonos de gris y, como resultado, a menudo es más simple.
- Kirk Acevedo como Héctor Salazar, un investigador de la Fiscalía. Salazar se retiró del cuerpo de Policía tras un accidente laboral que lo habría forzado a estar detrás de un escritorio.
- Scott Cohen como Chris Ravell, un detective de la policía de Nueva York asignado al equipo la fiscal Kibre y segundo socio de Hector Salazar, sucediendo a Lennie Briscoe. Cohen fue acreditado como una aparición especial para el episodio 3 antes de ser agregado a los créditos principales en el episodio 5. No apareció en el episodio 4.
- Fred Dalton Thompson como Arthur Branch, el Fiscal de Distrito del Condado de Nueva York. Branch es un republicano duro, que practica el conservadurismo tanto legal como político.
- Jerry Orbach (1935-2004) como Lennie Briscoe, un investigador de la Fiscalía. Briscoe fue el detective de policía con mayor antigüedad en la Ley y Orden original. Orbach sucumbió al cáncer dos meses antes del estreno del programa, y solo apareció en los dos primeros episodios de la serie. Desde el episodio 3 y en adelante, nunca más se le vuelve a ver o mencionar durante el resto de la serie.

### Recurrente
- Candice Bergen como Amanda Anderlee, una jueza de la Corte Suprema de Nueva York en Manhattan (bajo la nomenclatura judicial arcaica de los Estados de Nueva York, la "Corte Suprema" es una corte de primera instancia y no la corte más alta del estado[1]).
- Carey Lowell como Jamie Ross, juez de la Corte Suprema de Nueva York en Manhattan.
- Seth Gilliam como Terence Wright, un ADA.
- Jessica Chastain como Sigrun Borg, una ADA.

### Reparto crossover
Law & Order
- Jesse L. Martin como Ed Green.
- Dennis Farina como Joe Fontana.
- S. Epatha Merkerson como Anita Van Buren.
- Sam Waterston como Jack McCoy.
- Carolyn McCormick como Elizabeth Olivet.
- Leslie Hendrix como Elizabeth Rodgers.

Law & Order: Unidad de víctimas especiales
- Christopher Meloni como Elliot Stabler.
- Mariska Hargitay como Olivia Benson.
- Richard Belzer como John Munch.
- Diane Neal como Casey Novak.
- Tamara Tunie como Melinda Warner.

## Cancelación
La NBC anunció el 16 de mayo de 2005 que el Juicio por jurado no regresaría para la temporada de televisión de otoño 2005-2006. Su rival de CBS, la serie procesal Numb3rs debutaron en la temporada media a fines de enero de 2005 y superaron sistemáticamente a Medical Investigation de NBC en las calificaciones, lo que provocó la interrupción y la eventual cancelación de la franja de tiempo de Law & Order: Trial by Jury. A pesar del pedigree de Trial by Jury, las calificaciones de Numb3rs mantuvieron sólidas, a menudo superando a Trial by Jury en las clasificaciones demográficas generales y clave.
Trial by Jury fue la primera serie de la franquicia de Law & Order que se canceló, aunque TV Guide informó en un momento que NBC había reconsiderado su decisión y que volvería a retomar la serie o se la entregaría a Turner Network Televisión (TNT), que también transmite repeticiones de la serie original. Los juegos fueron reutilizados por una serie que Wolf produjo para NBC titulada Conviction, que se estrenó el viernes 3 de marzo de 2006 y duró solo una temporada antes de la cancelación. En una entrevista de octubre de 2005 con The Associated Press, Wolf declaró que la NBC le había asegurado que Trial by Jury regresaría para el otoño de 2005, pero que lo había "sorprendido" al cancelarlo.
Court TV (ahora TruTV) volvió a emitir toda la serie, incluido el episodio "Eros in the Upper Eighties", que nunca se emitió en NBC antes de la cancelación del programa. TNT ha emitido el episodio "Skeleton" en ocasiones, como la conclusión del episodio original de la serie "Tombstone".